# Leipsoi
Leipsoi (druhý pád Leipson) (řecky Λειψοί) je řecký ostrov v souostroví Dodekany, který leží na východě Egejského moře 13 km východně od Patmu, 9 km severně od Leru a 5 km jižně od Arki. Spolu s blízkými ostrůvky tvoří stejnojmennou obec. Ostrov Leipsoi má rozlohu 15,84 km² a obec 17,35 km². Obec je součástí regionální jednotky Kalymnos v kraji Jižní Egeis.

## Obyvatelstvo
V roce 2011 žilo v obci 790 obyvatel, všichni na hlavním ostrově. Hlavním a jediným obydleným sídlem ostrova je město Leipsoi. Celý ostrov tvoří jednu obec, která se nečlení na obecní jednotky a komunity a tvoří ji jediné sídlo. V závorkách je uveden počet obyvatel jednotlivých sídel.
- obec, obecní jednotka, komunita a hlavní město Leipsoi (790)
  - okolní ostrovy s charakterem sídla — Fragkos (0).

## Geografie
Vlastní ostrov je protáhlý z severozápadu na jihovýchod. Uprostřed je zúžený a jedná se tak vlastně o dva poloostrovy, které jsou spojené úzkou šíjí. Ostrov má velmi nepravidelné pobřeží s mnoha chráněnými zátokami. Ostrov je kopcovitý. Jeho nejvyšší bod Skafi má nadmořskou výšku 277 m a nachází se v západní části ostrova. Ve východní části se nachází hlavní město a nadmořská výška tam dosahuje maximálně 100 m.